# Жахаючий
«Жахаючий», також «Той, хто жахає» або «Жахливий» (англ. Terrifier) — слешер 2016 року. Режисером фільму виступив Демієн Леоне, що втілив у фільмі образ клоуна-вбивці Арта, також зображеного у його короткометражних роботах та фільмі «Вечір усіх святих» (2013). Основним місцем дії фільму стає старий багатоквартирний будинок, що є лабіринтом, крізь який повинні пройти герої, борючись з клоуном Артом.

## Сюжет
Фільм починається з того, що у маленькому телевізорі показують шоу, де беруть інтерв'ю у скаліченої дівчини, яка вижила у жахливій різанині, влаштованій клоуном на ім'я Арт. Ведуча шоу Моніка Браун нагадує, що тіло вбивці зникло з моргу, і припускає, що він досі живий. Після закінчення шоу, ображена ведучою дівчина з жахливими шрамами нападає на неї і видавлює очі.
У ніч Хелловіну після вечірки Тара та її подруга Доун заходять до піцерії, куди за ними слідує Арт. Він сідає за сусідній столик. Потім клоун малює помиями в туалеті кафе своє ім'я, за що менеджер кафе намагається його прогнати, але зрештою платиться своїм життям. Дівчата потім виявляють, що в авто Тари порізані шини. Вони телефонують сестрі Тари, Вікторії, але вона відмовляється їх забрати. Тара підозрює, що шини порізав клоун.
Тара помічає покинутий будинок і заходить усередину, шукаючи вбиральню. Її зустрічає винищувач пацюків Майк і проводить до вбиральні. Тим часом Доун чує по радіо повідомлення про розшуки клоуна. Раптом клоун опиняється в авто на сидінні поруч, Доун кричить. Тара зустрічає дивну жінку Кошатницю, яка тримає в руках ляльку і запевняє Тару, що це її донька. Налякана дівчина тікає, але на неї нападає Арт і робить їй укол.
Згодом Тара прокидається прив'язаною до стільця, поряд з нею догори дригом висить її оголена подруга Доун. Арт розпилює її навпіл за допомогою ножівки, а Тара намагається вибратися і їй вдається розламати стілець. Вона б'є клоуна дошкою, але той раптом дістає пістолет і стріляє Тарі в ногу і ще раз у голову, проте виявляє, що в нього скінчилися набої. Клоун іде перезарядити пістолет, а повернувшись добиває Тару. За цим спостерігає Кошатниця, яку клоун переслідує.
Тікаючи, Кошатниця попереджає Майка про клоуна-вбивцю. Тим часом клоун викрадає її ляльку. Кошатниця запитує в клоуна, чи є в ньому щось добре. Той зображає немовля, а потім убиває жінку. В той же час Тару розшукує її сестра Вікторія. Вона знаходить розпиляний труп Доун і Тару, яка все ще жива. Зненацька виявляється, що це клоун переодягнувся Тарою і нападає на Вікторію. Дівчина ховається в туалеті, та вбивця наздоганяє її, проте відволікається на прибуття колеги Майка.
Відрубавши голову другому винищувачу пацюків, клоун повертається за Вікторією і їздить навколо на дитячому велосипеді. Він починає душити дівчину, та вона хапає цвях і проколює клоуну ногу. Невдовзі клоун наздоганяє її та ранить лезом, закріпленим на ланцюгу. Майк неочікувано приголомшує клоуна і викликає телефоном поліцію.
Клоун отямлюється, розбиває Майку голову бочкою й продовжує гонитву за Вікторією. Дівчині вдається вибратися з будинку, та клоун таранить її пікапом, завдаючи важких травм. Поки вона безпорадно лежить, вбивця починає їсти її обличчя. Поліція, що прибула, не встигає затримати вбивцю, оскільки Арт стріляє собі в рот із пістолета.
Арта відвозять до моргу, де він воскресає й душить коронера. Вікторія знівечена, але виживає і потрапляє до лікарні, звідки після довгої реабілітації потрапляє на шоу, з епізоду якого починається фільм.

## В ролях
| Актор                | Роль                       |
| -------------------- | -------------------------- |
| Дженна Канелл        | Тара Хейз                  |
| Саманта Скаффіді     | Вікторія Хейз              |
| Девід Говард Торнтон | Клоун Арт                  |
| Кетрін Коркоран      | Доун                       |
| Пуя Мохсени          | Кошатниця                  |
| Метт Макаллістер     | Майк, винищувач шкідників  |
| Кеті Маґвайр         | Моніка Браун               |
| Джино Кафареллі      | Стів                       |
| Корі Дювал           | Коронер                    |
| Майкл Ліві           | Другий винищувач шкідників |
| Ерік Самора          | Рамон                      |

## Сприйняття
Агрегатор рецензій Rotten Tomatoes присудив фільму 60 % схвальних відгуків критиків з середньою оцінкою 5,9/10. Консенсус вебсайту повідомляє: «Цілком присвячений яскравим убивствам, „Жахаючий“ майстерно представляє непередбачуваного міма-вбивцю Арта, але йому не вдається створити цікавий сюжет, гідний його гніву».
Браян Еґґерт на Deep Focus Review писав, що Арт нагадує класичних коміків, як Чарлі Чапліна, проте нестримно глузує зі своїх жертв задля власної розваги. Постійне мовчання Арта, навіть коли він відчуває біль, є частиною того, що робить його таким невблаганно страшним.
Джеффрі Андерсон на Common Sense Media повідомив, що фільм переповнений жорстокими смертями та лайливими словами. Жорстокість клоуна надто інтенсивна і не може сприйматися як вшанування слешерів 80-х. До того ж у фільмі немає центрального персонажа, за якого можна було б уболівати.
Фелікс Васкес на Cinema Crazed зробив висновок: «Жахаючий» — доволі посередній слешер, який не проявляє справжньої напруги чи креативності. Клоун Арт не має передісторії і в нього не помітно мотивації. Це просто божевільний чоловік із купою іграшок, який обожнює вбивати людей і вдаватися до смертельних трюків. У підсумку Арт — нецікавий персонаж, попри свій кричущий вигляд.